# Monte-Carlo Rolex Masters 2013
Monte-Carlo Rolex Masters 2013 byl profesionální tenisový turnaj mužů, hraný jako součást okruhu ATP World Tour, v areálu Monte Carlo Country Club na otevřených antukových dvorcích. Konal se mezi 13. až 21. dubnem 2013 ve francouzském příhraničním městě Roquebrune-Cap-Martin u Monte Carla jako 107. ročník turnaje.
Turnaj se po grandslamu řadil do druhé nejvyšší kategorie okruhu ATP World Tour Masters 1000 a jeho dotace činila 2 998 495 eur.
V rámci kategorie Masters 1000 se nejednalo o událost s povinným startem hráčů. Zvláštní pravidla tak upravovala přidělování bodů a počet hráčů. Z hlediska startujících do soutěže dvouhry a čtyřhry nastupoval počet tenistů obvyklý pro kategorii ATP World Tour 500, zatímco body byly přidělovány podle rozpisu kategorie Masters 1000.
Rafael Nadal byl osminásobným obhájcem singlového titulu. Ve finále utrpěl první porážku v Monte Carlu od debutu na turnaji v roce 2003 (v sezóně 2004 nestartoval pro zranění). První hráč světa Novak Djoković tak ukončil jeho sérii 46 výher v řadě, která začala v Monte Carlu roku 2005.

## Distribuce bodů a finančních odměn

### Distribuce bodů
| Soutěž       | Vítězové | F   | SF  | ČF  | 16 v kole | 32 v kole | 64 v kole | Q  | Q2 | Q1 |
| ------------ | -------- | --- | --- | --- | --------- | --------- | --------- | -- | -- | -- |
| dvouhra mužů | 1000     | 600 | 360 | 180 | 90        | 45        | 10        | 25 | 16 | 0  |
| čtyřhra mužů | 1000     | 600 | 360 | 180 | 90        | 45        | 0         |    |    |    |

### Finanční odměny
Celkový rozpočet turnaje činil 2 998 495 eur.
| Soutěž         | Vítězové | Finále   | Semifinále | Čtvrtfinále | 16 v kole | 32 v kole | 64 v kole | Q2     | Q1     |
| -------------- | -------- | -------- | ---------- | ----------- | --------- | --------- | --------- | ------ | ------ |
| dvouhra mužů   | €501 700 | €264 000 | €123 800   | €62 950     | €32 700   | €17 235   | €9 305    | €2 140 | €1 090 |
| čtyřhra mužů * | €155 400 | €76 060  | €38 150    | €19 582     | €10 120   | €5 340    |           |        |        |

* na pár

## Dvouhra mužů

### Nasazení
| Stát               | Hráč                  | ATP1) | Nasazení |
| ------------------ | --------------------- | ----- | -------- |
| Srbsko             | Novak Djoković        | 1.    | 1.       |
| Spojené království | Andy Murray           | 2.    | 2.       |
| Španělsko          | Rafael Nadal          | 5.    | 3.       |
| Česko              | Tomáš Berdych         | 6.    | 4.       |
| Argentina          | Juan Martín del Potro | 7.    | 5.       |
| Francie            | Jo-Wilfried Tsonga    | 8.    | 6.       |
| Francie            | Richard Gasquet       | 9.    | 7.       |
| Srbsko             | Janko Tipsarević      | 10.   | 8.       |
| Chorvatsko         | Marin Čilić           | 11.   | 9.       |
| Španělsko          | Nicolás Almagro       | 12.   | 10.      |
| Francie            | Gilles Simon          | 13.   | 11.      |
| Kanada             | Milos Raonic          | 15.   | 12.      |
| Švýcarsko          | Stanislas Wawrinka    | 17.   | 13.      |
| Argentina          | Juan Mónaco           | 18.   | 14.      |
| Itálie             | Andreas Seppi         | 19.   | 15.      |
| Německo            | Philipp Kohlschreiber | 21.   | 16.      |

- 1) Žebříček ATP ke 8. dubnu 2013.

### Jiné formy účasti
Následující hráčí obdrželi divokou kartu do hlavní soutěže:
- Benjamin Balleret
- Juan Martín del Potro
- John Isner
- Gaël Monfils

Následující hráči postoupili z kvalifikace:
- Pablo Andújar
- Daniel Brands
- Victor Hănescu
- Jesse Huta Galung
- Albert Montañés
- Albert Ramos
- Édouard Roger-Vasselin

#### Odhlášení
před zahájením turnajem
- David Ferrer
- Tommy Haas
- Feliciano López

## Mužská čtyřhra

### Nasazení
| Stát          | Hráč                | Stát          | Hráč              | ATP1 | Nasazení |
| ------------- | ------------------- | ------------- | ----------------- | ---- | -------- |
| Spojené státy | Bob Bryan           | Spojené státy | Mike Bryan        | 2.   | 1.       |
| Španělsko     | Marcel Granollers   | Španělsko     | Marc López        | 7.   | 2.       |
| Švédsko       | Robert Lindstedt    | Kanada        | Daniel Nestor     | 11.  | 3.       |
| Pákistán      | Ajsám Kúreší        | Nizozemsko    | Jean-Julien Rojer | 17.  | 4.       |
| Bělorusko     | Max Mirnyj          | Rumunsko      | Horia Tecău       | 18.  | 5.       |
| Indie         | Mahesh Bhupathi     | Indie         | Rohan Bopanna     | 22.  | 6.       |
| Rakousko      | Alexander Peya      | Brazílie      | Bruno Soares      | 36.  | 7.       |
| Polsko        | Mariusz Fyrstenberg | Polsko        | Marcin Matkowski  | 37.  | 8.       |

- 1 Žebříček ATP ke 8. dubnu 2013; číslo je součtem žebříčkového postavení obou členů páru.

### Jiné formy účasti
Následující páry obdržely divokou kartu do hlavní soutěže:
- Benjamin Balleret /  Guillaume Couillard
- Fabio Fognini /  Nicolas Mahut

## Přehled finále

### Mužská dvouhra
- Novak Djoković vs.  Rafael Nadal, 6–2, 7–6(7–1)

### Mužská čtyřhra
- Julien Benneteau /  Nenad Zimonjić vs.  Bob Bryan /  Mike Bryan, 4–6, 7–6(7–4), [14–12]